# Great Valley Products

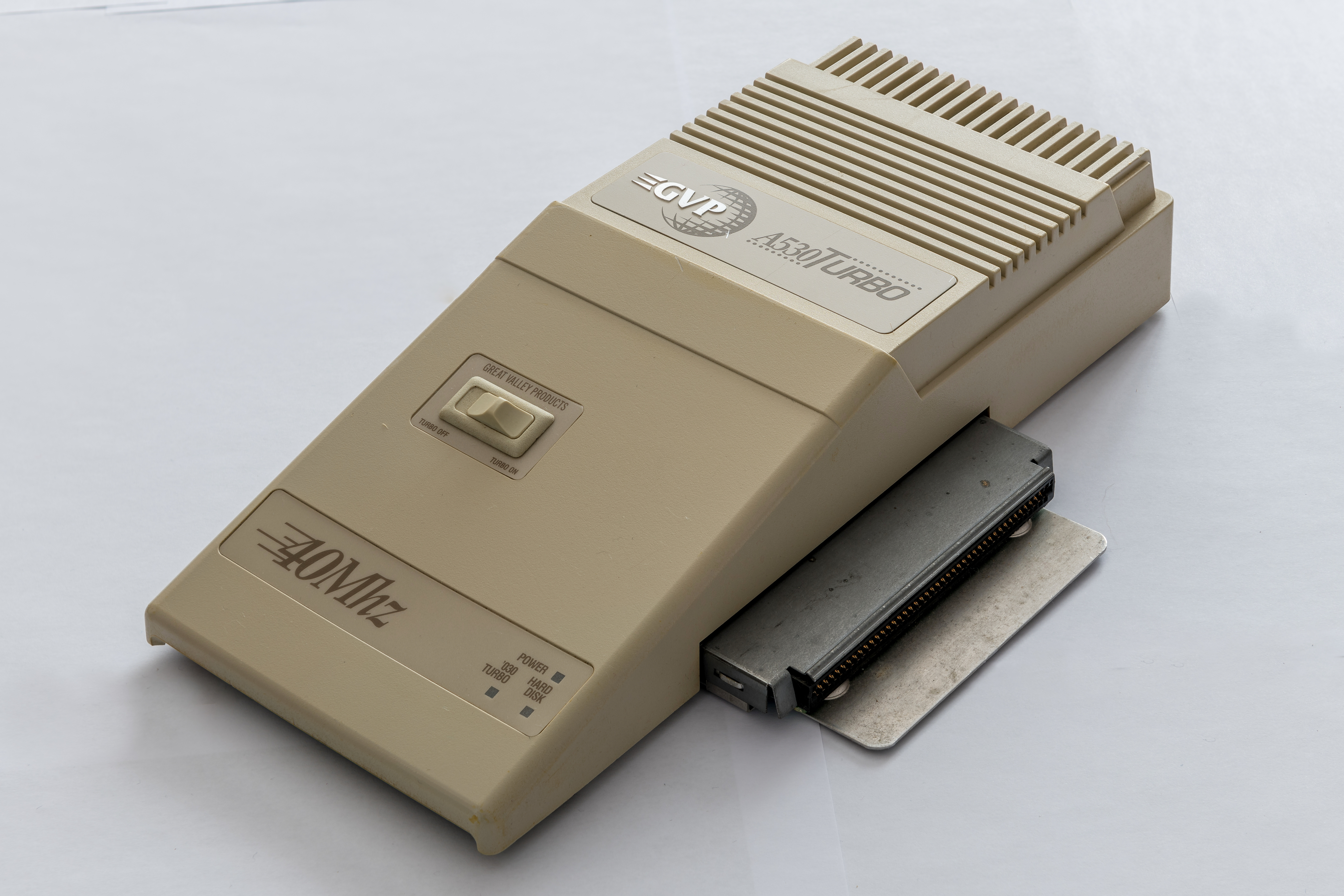
GVP A530-Turbokarte

Great Valley Products (Abk. GVP) ist ein ehemaliger US-amerikanischer Hersteller von Hardware für Amiga-Computer.
GVP wurde 1987 gegründet. 1994 entstand daraus das Nachfolgeunternehmen GVP-M.

## Produkte
Bekannt war das Unternehmen hauptsächlich für 68030-Turbokarten (G-Force 030 und A1230-040 bzw. A1230-050) und SCSI-Hostadapter (A1291) für den Amiga 500, Amiga 1200 und Amiga 2000.